# Duisburger SV 98
El Duisburger SV 98 o Duisburger Schwimmverein von 1898 es un club acuático alemán  en la ciudad de Duisburgo.
Las especialidades que se practican en el club son la natación y el waterpolo.

## Historia
El equipo se funda en 1898.

## Palmarés
- 7 veces campeón de la liga de Alemania de waterpolo masculino